# 황준원
황준원(1971년 9월 9일 ~ )은 대한민국의 배우이다. 1991년에 KBS 공채 14기 탤런트로 선발되었다.

## 학력
- 서울예술대학교 방송연예과

## 출연 작품

### 드라마
- 《대추나무 사랑걸렸네》 (KBS1, 2001년~2007년) - 신승훈 역.
- 《창공》 (KBS2, 1995년)
- 《남자 만들기》 (KBS2, 1995년)
- 《태조 왕건》 (KBS2, 2000년)
- 《아내》 (KBS2, 2003년) - 양길중 역.
- 《그녀는 짱》 (KBS2, 2003년)
- 《불멸의 이순신》 (KBS1, 2004년) - 소오 요시토시(대마도주) 역.
- 《수목장》 (MBN, 2012년)
- 《환상거탑》 (tvN, 2013년)
  - <1화 타임은행> - 타임은행 창구직원 역.
  - <2화 메모리메이커> - 태준에게 죽임을 당한 깡패 역.
  - <3화 악플러> - 리리 소속사 사장 역.
  - <4화 아이들의 도시> - 고유미 매니저 역.
  - <5화 과거를 지워드립니다> - 김영종(감독) 역.
  - <8화 아바타 앱> - 팀장 역.
- 《귀신 보는 형사 처용》 (OCN, 2014년) - 이상근 역. (9회, 10회)

## 홍보대사
- 2011년 세계선린회 홍보대사